# Кастри (Сярско)
Кастри (на гръцки: Καστρί) е бивше село в Егейска Македония, днес на територията на дем Висалтия, област Централна Македония, Република Гърция.

## География
Селото е било разположено на южно от Кучос (Евкарпия). От селото е запазен манастирът „Свети Архангел Михаил“ от 1854 година.

## История
През XIX век и началото на XX век Кастри е село, числящо се към Сярската каза на Османската империя. Александър Синве ("Les Grecs de l’Empire Ottoman. Etude Statistique et Ethnographique"), който се основава на гръцки данни, в 1878 година пише, че в Кастри (Kastri) живеят 168 гърци. В „Етнография на вилаетите Адрианопол, Монастир и Салоника“, издадена в Константинопол в 1878 година и отразяваща статистиката на населението от 1873 година, Кастри (Kastri) е посочено като село с 23 домакинства и 75 жители гърци.
В 1891 година Георги Стрезов пише за селото:
| „ | Кастри, село на СЗ от Горно Крушево 1 час; сградено на Бешишката гора, 9 1/2 часа път. До това село е прочутата църква Св. Архангел, която се слави с чудотворната си икона. 20 къщи. | “ |

В 1900 година според Васил Кънчов („Македония. Етнография и статистика“) в Кастри има 150 жители гърци. По данни на секретаря на Българската екзархия Димитър Мишев („La Macédoine et sa Population Chrétienne“) в 1905 година християнското население на Кастри (Kastri) се състои от 500 гърци и в селото функционира гръцко училище с един учител и 20 ученици.